# Paweł Wawrzyniak
Paweł Wawrzyniak (ur. ok. 1935, zm. 24 stycznia 2016) – polski pedagog muzyczny, akordeonista.

## Życie i działalność
Był jednym z pierwszych nauczycieli powstałego w 1954 roku Społecznego Ogniska Muzycznego w Suwałkach. W latach 1981–1984 piastował funkcję dyrektora Państwowej Szkoły Muzycznej I i II stopnia w Suwałkach. Jego wychowankowie byli laureatami wielu krajowych przeglądów i konkursów muzycznych. W 2010 roku w uznaniu zasług został wyróżniony przez Ministra Kultury i Dziedzictwa Narodowego Bohdana Zdrojewskiego – Brązowym Medalem Gloria Artis.